# Karosa C 956
Karosa C 956, známější pod obchodním jménem Axer, je meziměstský autobus z dílny společnosti Karosa Vysoké Mýto. Je určen na střední a delší dálkové linky a zájezdy, výjimečně je používán i na kratších příměstských tratích. Vůz byl dodáván ve dvou délkových verzích – 12 m a 12,8 m – v letech 2002 až 2006. C 956 byl ve výrobě nahrazen vozem Irisbus Arway.

## Konstrukce
Vůz C 956 konstrukčně velmi podobný svému předchůdci C 955. Jedná se o dvounápravový autobus s polosamonosnou karoserií. Ta byla nejprve sestavena do skeletu a poté prošla kataforetickou lázní, olakováním a oplechováním. Motor s mechanickou převodovkou je umístěn vleže za zadní nápravou, kterou vyrobila firma Meritor. Přední náprava je značky RI. Přední čelo vozu je na rozdíl od C 955 lehce modifikováno odlišným plastovým nárazníkem s kulatými světly. Zadní čelo je shodné s předchozím typem (ploché). V pravé bočnici jsou umístěny dvoje dvoukřídlé (na přání jednokřídlé) výklopné dveře (první jsou před přední nápravou, druhé před nápravou zadní)

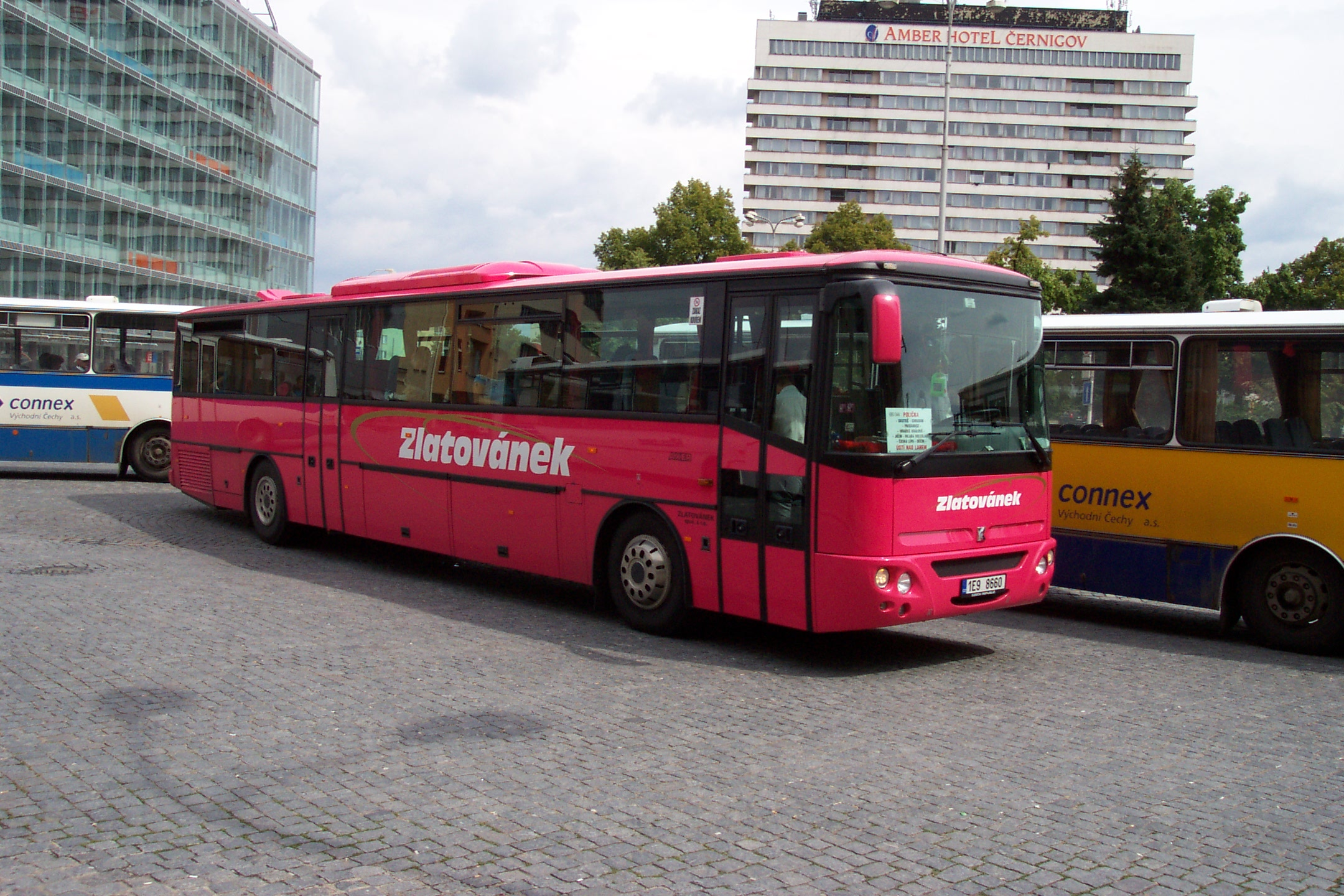
Karosa C 956 Axer v barvách dopravce Zlatovánek na hlavním nádraží v Hradci Králové

Cestujícím poskytuje C 956 vysoké, sklopné a vypolstrované sedačky rozmístěné 2+2 se střední uličkou a umístěné na vyvýšené podestě. Poslední modely Axeru mají na všech sedadlech dvoubodové či tříbodové bezpečnostní pásy. Předchozí verze měly tyto doplňky v nabídce na přání, povinně byla dvoubodovými pásy vybavena pouze přední sedadla (a také střední sedadlo v poslední řadě a dvojsedadlo u zadních dveří). Dle požadavků zákazníků je vůz vybaven buď pouze topením nebo také klimatizací, na přání odběratelů může být uvnitř vozu umístěn kávovar, televizor s video- či DVD přehrávačem nebo lednička. Řidič má k dispozici vyhřívané sedadlo s tříbodovým bezpečnostním pásem. Zavazadlový prostor umístěný pod podlahou mezi nápravami má objem 6,5 m³ (verze 12M) nebo 7,65 m³ (verze 12,8M). Zajímavostí je, že vůz používá kompletní přední světlomety původně vyvinuty v roce 1988 pro automobily BMW.

## Výroba a provoz
Vozy C 956 byly vyráběny po ukončení produkce autobusů C 955 ve standardní verzi (školní Karosa Récréo byla vyráběna nadále) v roce 2002. Poslední vozy C 956 opustily brány Karosy na konci roku 2006. Celkem bylo vyrobeno 2 435 kusů autobusů C 956.
Model C 956 je jakýmsi mezitypem mezi klasickým linkovým C 954 a luxusním dálkovým a zájezdovým LC 956. Je určen na delší meziměstské linky, případně kratší zájezdy.